# Пужбольские
Пужбольские — угасший княжеский род, Рюриковичи, ветвь Ростовских князей.
Род внесён в Бархатную книгу.
Родоначальник — князь Иван Иванович Долгий, владевший станом или волостью Пужбола и продавший её в 1474 году великому князю московскому Ивану III. У него было 4 сына, служивших Москве и именовавшихся князьями Пужбольскими, о большинстве из них известно только по родословным.

## Известные представители
| №                                         | Имя, Отчество, прозвище          | № Отца | Примечания |
| ----------------------------------------- | -------------------------------- | ------ | --- |
| 1                                         | Иван Иванович Долгий-Пужбольский |        | Родоначальник, в поколенной росписи поданной в 1682 году в Палату родословных дел записан с прозвищем "Пушбанской". |
| 2                                         | Владимир Иванович Волох          | 1      | Бездетный, иногда упоменается с прозванием "Волог", известен по родословной росписи. |
| 3                                         | Иван Иванович Брюхо              | 1      | Иногда упоминается с прозванием Большой, первый воевода войск против шведов, защищавших Иван-город (1497), воевода (1501), наместник в Кореле, а в случае надобности велено ему ехать в Новгород, в 1507- май 1508 — воевода, водил с Великих Лук полк правой руки против Михаила Глинского. |
| 4                                         | Семён Иванович Верша             | 1      | Бездетный, иногда упоминается с прозванием Меньшой. |
| 5                                         | Михаил Иванович Шендам           | 1      | Иногда упоминается с прозванием Шендан. |
| 6                                         | Иван Иванович                    | 3      | Бездетный |
| 7                                         | Иван Михайлович                  | 5      | Четвёртый воевода войск правой руки в Казанском походе (март 1545), воевода одиннадцатого Сторожевого полка в шведском походе (апрель 1549), первый воевода шестнадцатого полка войск правой руки в походе к Полоцку (сентябрь 1551).                                                        |
| 8                                         | Михаил Михайлович                | 5      | Известен по родословной. |
| 9                                         | Варсонофий Иванович              | 7      | Известен по родословной. |
| Княжеский род Пужбольских-Ростовских угас |                                  |        | |